# Анатомия страсти (сезон 2)
Второй сезон американской телевизионной медицинской драмы «Анатомия страсти» транслировался с 25 сентября 2005 года по 15 мая 2006 года. Сезон состоял из 27 эпизодов, включая в себя пять эпизодов перенесенных с первого сезона. Эпизод «Bring The Pain» изначально был задуман как финал первого сезона стал пятым второго сезона.

## Сюжет
Сюжет сезона был сосредоточен на отношениях Грей с Шепардом, которые резко закончились, когда вернулась Эддисон Монтгомери, и Мередит узнала, что Дерек женат. Вскоре Шепард разводится с Монтгомери, а между тем Стивенс и Карев заводят роман, который заканчивается когда Стивенс влюбляется в своего пациента Дэнни Дукетта (Джеффри Дин Морган). Бейли ждет ребёнка, и её коллеги невольно начинают узнавать больше о её личной жизни. Сезон заканчивается смертью Дэнни, когда у того начинаются осложнения после операции на сердце, и последующем уходе с работы Иззи.

## Актёры и персонажи
- Эллен Помпео — Мередит Грей
- Сандра О — Кристина Янг
- Кэтрин Хайгл — Иззи Стивенс
- Джастин Чэмберс — Алекс Карев
- Т. Р. Найт — Джордж О’Мэлли
- Чандра Уилсон — Миранда Бейли
- Джеймс Пикенс мл. — Ричард Веббер
- Кейт Уолш — Эддисон Шепард
- Исайя Вашингтон — Престон Бёрк
- Патрик Демпси — Дерек Шепард

## Эпизоды
| № общий | № в сезоне | Название                                                                                  | Режиссёр            | Автор сценария                                  | Дата премьеры    | Зрители в США (млн) |
| --- | ---------- | ----------------------------------------------------------------------------------------- | ------------------- | ----------------------------------------------- | ---------------- | ------------------- |
| 10 | 1          | «Raindrops Keep Falling On My Head» «Капли дождя продолжают падать на мою голову»         | Питер Хортон        | Стейси МакКи                                    | 25 сентября 2005 | 18,98               |
| Мередит пытается работать с Эддисон Шепард. Джорджа подстрекают к тому, чтобы тот рассказал больничную сплетню Вебберу. Кристина обдумывает свои отношения с Берком, находясь в процессе принятия решения. |            |                                                                                           |                     |                                                 |                  |                     |
| 11 | 2          | «Enough is Enough» «Хватит»                                                               | Питер Хортон        | Джеймс Д. Пэрриот                               | 2 октября 2005   | 17,57               |
| Между Мередит и Эддисон появляется напряжение. Мы узнаём, почему Дерек и Эддисон не вместе. Бейли ставит Джорджа в безвыходное положение. Остальные практиканты оперируют семью, которая только что пострадала в автокатастрофе. |            |                                                                                           |                     |                                                 |                  |                     |
| 12 | 3          | «Make Me Lose Control» «Выведите меня из себя»                                            | Адам Дэвидсон       | Криста Вернофф                                  | 9 октября 2005   | 18,12               |
| Кристина и Мередит пытаются выяснить, должна ли Кристина рассказать Берку о том, что беременна, до того, как случится крайняя ситуация. Алекс и Иззи сближаются, в то время как мать Мередит подбирается уж слишком близко. |            |                                                                                           |                     |                                                 |                  |                     |
| 13 | 4          | «Deny, Deny, Deny» «Отрицайте, отрицайте, отрицайте»                                      | Венди Станцлер      | Зоанн Клак                                      | 16 октября 2005  | 18,28               |
| Пока Кристина пытается выздороветь, выясняется, что она — очень трудная пациентка, визит матери никак не улучшает её поведения. А мать Мередит, доктор Эллис Грей, гоняет по кругу персонал всей больницы. |            |                                                                                           |                     |                                                 |                  |                     |
| 14 | 5          | «Bring the Pain» «Боль»                                                                   | Марк Тинкер         | Шонда Раймс                                     | 23 октября 2005  | 18,00               |
| Мередит и доктор Шепард должны убедить религиозного человека дать разрешение дочери на операцию. Эллис возобновляет свою любовную интригу с Ричардом. Алекс и Джордж должны сделать операцию в условиях, далеких от идеальных, чтобы спасти жизнь офицеру полиции.                                                                                      |            |                                                                                           |                     |                                                 |                  |                     |
| 15 | 6          | «Into You Like a Train» «Как поезд»                                                       | Джефф Мелман        | Криста Вернофф                                  | 30 октября 2005  | 16,67               |
| Жертв крушения поезда привозят в Сиэттл Грэйс и созывается весь персонал. Дерек говорит Вебберу провести операцию. Иззи должна принять решение, схожее с таким, как её дружба с Мередит и будущая карьера. |            |                                                                                           |                     |                                                 |                  |                     |
| 16 | 7          | «Something to Talk About» «Кое-что, о чем можно поговорить»                               | Адам Дэвидсон       | Стейси МакКи                                    | 6 ноября 2005    | 18,13               |
| Кристина, Иззи и Мередит занимаются Шейном, мужчиной, который оказывается сумасшедшим и клянется, что он беременный. Дело Шейна привлекает внимание всего персонала. |            |                                                                                           |                     |                                                 |                  |                     |
| 17 | 8          | «Let It Be» «Пусть будет так»                                                             | Лесли Линка Глаттер | Мими Шмир                                       | 13 ноября 2005   | 19,74               |
| Мередит старается избегать супругов Шепард. Кристина и Берк идут на свидание. Дерек просит Мередит не игнорировать его, пока не появляется Эддисон. |            |                                                                                           |                     |                                                 |                  |                     |
| 18 | 9          | «Thanks for the Memories» «Спасибо за воспоминания»                                       | Майкл Диннер        | Шонда Раймс                                     | 20 ноября 2005   | 20,33               |
| В Сиэттл Грэйс — день Благодарения. Но праздники там не в порядке вещей. Мередит и Дерек пытаются оказать поддержку семье после того, как их родственник перенёс серьёзную травму. |            |                                                                                           |                     |                                                 |                  |                     |
| 19 | 10         | «Much too Much» «Слишком много»                                                           | Венди Станцлер      | Габриэль Стэнтон и Гарри Верксмен мл.           | 27 ноября 2005   | 19,59               |
| Дори Расселл — беременная женщина, которая ждет появление сразу 5 дочек. У трёх девочек проблемы со здоровьем и каждой требуется помощь специалистов: кардиолога для одной, невропатолога — для второй, а третьей потребуется операция на брюшной полости. Алекс и Дерек должны заняться пациентом с опухолью, имеющую побочным эффектом сильную жажду. |            |                                                                                           |                     |                                                 |                  |                     |
| 20 | 11         | «Owner of a Lonely Heart» «Хозяин одинокого сердца»                                       | Дэниел Минахан      | Марк Уайлдинг                                   | 4 декабря 2005   | 20,59               |
| Кристина Янг испытывает лёгкую симпатию к Констанции Фергюсон (специально приглашённая звезда — Розанна Аркетт), тюремной заключённой, которая подвергает опасности своё здоровье, чтобы избежать одиночного заключения. |            |                                                                                           |                     |                                                 |                  |                     |
| 21 | 12         | «Grandma Got Run Over By a Reindeer» «Бабушку переехал северный олень»                    | Питер Хортон        | Криста Вернофф                                  | 11 декабря 2005  | 15,70               |
| Начинается сезон отпусков, но ни у кого нет хорошего настроения. Это последний день Алекса в больнице, если только он не сдаст экзамен по практике на следующий день, и все помогают ему, поэтому он добивается успеха. |            |                                                                                           |                     |                                                 |                  |                     |
| 22 | 13         | «Begin the Begin» «Начать сначала»                                                        | Джессика Ю          | Кип Коининг                                     | 15 января 2006   | 18,97               |
| Кристина обеспокоена новогодней работой. Пациент Иззи, Денни Дакетт, хочет двух вещей: пересадку сердца и Иззи. Эддисон замечает трейлер Дерека, Джордж лечит подростка-гермафродита, напуганного своим ранним половым созреванием. |            |                                                                                           |                     |                                                 |                  |                     |
| 23 | 14         | «Tell Me Sweet Little Lies» «Говори мне сладкую ложь»                                     | Адам Дэвидсон       | Тони Филан и Джоан Рэтер                        | 22 января 2006   | 21,04               |
| Мередит и Кристина лгут друг другу о своих взаимоотношениях с Мистером Мечтой и Берком соответственно. Джорджу поручают выписать пациентку, которая не хочет покидать больницу. Алекс пытается определиться со специализацией после успешной сдачи экзаменов.                                                                                           |            |                                                                                           |                     |                                                 |                  |                     |
| 24 | 15         | «Break on Through» «Прорыв»                                                               | Дэвид Пэймер        | Зоанн Клак                                      | 29 января 2006   | 18,44               |
| Все медсестры больницы Сиэттл Грэйс бастуют, оставляя докторов в одиночестве. Джордж отказывается пересечь кордон пикетчиков и сам присоединяется к забастовке. |            |                                                                                           |                     |                                                 |                  |                     |
| 25 | 16         | «It's the End of the World» «Это конец света»                                             | Питер Хортон        | Шонда Раймс                                     | 5 февраля 2006   | 37,88               |
| С утра у Мередит плохое предчувствие, она не хочет идти на работу, но друзья заставляют её. Когда привозят серьёзно пострадавшего пациента, опасность начинает угрожать не только его жизни, но и всей больнице. |            |                                                                                           |                     |                                                 |                  |                     |
| 26 | 17         | «(As We Know It)» «(Как мы знаем)»                                                        | Питер Хортон        | Шонда Раймс                                     | 12 февраля 2006  | 25,42               |
| Дерек продолжает оперировать, когда узнаёт о нынешней ситуации Мередит. Мередит волнуется об этой ситуации. В общем, Сиэттл Грэйс по-прежнему находится под чёрным кодом и положение только ухудшается. |            |                                                                                           |                     |                                                 |                  |                     |
| 27 | 18         | «Yesterday» «Вчера»                                                                       | Роб Корн            | Телесценарий: Криста Вернофф История: Мими Шмир | 19 февраля 2006  | 24,36               |
| Отношения Дерека и Эддисон испытываются на прочность, когда в Сиэттл Грэйс приезжает старый друг, и его появление обещает наделать шуму. Отношения Берка и Кристины затрагиваются, когда открывается один из её секретов. |            |                                                                                           |                     |                                                 |                  |                     |
| 28 | 19         | «What Have I Done to Deserve This?» «Что я сделал, чтобы заслужить это?»                  | Венди Станцлер      | Стейси МакКи                                    | 26 февраля 2006  | 24,76               |
| Мередит и Джордж странно ведут себя друг с другом на работе. Бейли, которая технически находится в декрете, помогает Эддисон, у которой необычные женские проблемы. Алекс ревнует, когда Иззи начинает уделять повышенное внимание Дэнни. |            |                                                                                           |                     |                                                 |                  |                     |
| 29 | 20         | «Band-Aid Covers the Bullet Hole» «Бинт и пулевое ранение»                                | Джули Энн Робинсон  | Габриэль Стэнтон и Гарри Верксмен мл.           | 12 марта 2006    | 22,51               |
| Доктора по шею в драме. Мередит справляется с негативной реакцией общественности на то, что она спала с Джорджем, Джордж и Берк объединяются в связи с беспокойством и поползновениями Кристины, а Кристина застывает в почтении. |            |                                                                                           |                     |                                                 |                  |                     |
| 30 | 21         | «Superstition» «Суеверие»                                                                 | Тришия Брок         | Джеймс Д. Парриот                               | 19 марта 2006    | 21,13               |
| Когда в больнице происходит серия смертей, доктора становятся суеверными. Иззи волнуется о Денни и вступает в конфронтацию с Алексом. Один из пациентов сводит Кристину с ума. Дерек и Эддисон обсуждают свои отношения с Мередит. |            |                                                                                           |                     |                                                 |                  |                     |
| 31 | 22         | «The Name of the Game» «Название игры»                                                    | Сет Манн            | Блит Роб                                        | 2 апреля 2006    | 22,35               |
| Мередит и Иззи принимаются за вязание. Дерек делает операцию Эндрю, чемпиону по знанию орфографии с серьёзной травмой головы. Бейли приходит на операцию над Эндрю, так как она волнуется, что теперь, когда она стала матерью, сотрудники не будут признавать её нацистского статуса.                                                                  |            |                                                                                           |                     |                                                 |                  |                     |
| 32 | 23         | «Blues for Sister Someone» «Блюз для сестры»                                              | Джефф Мелман        | Элизабет Клавитер                               | 30 апреля 2006   | 20,76               |
| Пациентка Эддисон — мать-католичка семерых детей, которая хочет тайно сделать перевязку труб. Дерек осматривает адвоката по разводам, у которой изымают имущество. Иззи и Джордж подслушивают разговор Дерека с адвокатом, которая называет себя одной из лучших.                                                                                       |            |                                                                                           |                     |                                                 |                  |                     |
| 33 | 24         | «Damage Case» «Повреждение»                                                               | Тони Голдуин        | Мими Шмир                                       | 7 мая 2006       | 21,99               |
| Персонал проявляет внимание к стажеру, страдающему кратковременной потерей памяти. Этот стажер по имени Маршал также вызвал ДТП, в котором пострадала молодая пара, их неродившийся ребёнок и родители женщины, которые также находятся под наблюдением персонала.                                                                                      |            |                                                                                           |                     |                                                 |                  |                     |
| 34 | 25         | «17 Seconds» «17 секунд»                                                                  | Дэниел Минахан      | Марк Уолдинг                                    | 14 мая 2006      | 22,60               |
| Джордж и Дерек работают вместе, у Денни до сих пор нет сердца, а Мередит образует пару с Келли. Девочка на 12 неделе беременности умирает, и её родители пытаются спасти её малыша. Это вызывает напряжение между Дереком и Эддисон. |            |                                                                                           |                     |                                                 |                  |                     |
| 35 | 26         | «Deterioration of the Fight or Flight Response» «Ухудшение борьбы или последствия полета» | Роб Корн            | Тони Филан и Джоан Рэтер                        | 15 мая 2006      | 22,50               |
| Денни нуждается в сердце. Иззи и Джордж сбились с ног в поисках сердца. Жизнь друга Дерека в его руках, в то время, как он делает операцию Берку, в которого выстрелили. Берк не может сделать операцию Денни после того, как его сердце остановилось, и Денни впадает в уныние.                                                                        |            |                                                                                           |                     |                                                 |                  |                     |
| 36 | 27         | «Losing My Religion» «Теряя веру»                                                         | Марк Тинкер         | Шонда Раймс                                     | 15 мая 2006      | 22,50               |
| Ричард пытается получить информацию от Эддисон по поводу члена семьи. Келли и Джордж разговаривают о его чувствах. Мередит и Дерек разговаривают о Доке. |            |                                                                                           |                     |                                                 |                  |                     |

## Выпуск на DVD
| Анатомия страсти: Полный второй сезон — несокращённый | | | | | |
| Детали комплекта | Детали комплекта | Детали комплекта | Особенности | Особенности | Особенности |
| - 27 эпизодов (4 расширенных) - Комплект из 6-ти дисков - 1.78:1 aspect ratio - Английский (Dolby Digital 5.1 Surround) - Субтитры: английский, французский, испанский | - 27 эпизодов (4 расширенных) - Комплект из 6-ти дисков - 1.78:1 aspect ratio - Английский (Dolby Digital 5.1 Surround) - Субтитры: английский, французский, испанский | - 27 эпизодов (4 расширенных) - Комплект из 6-ти дисков - 1.78:1 aspect ratio - Английский (Dolby Digital 5.1 Surround) - Субтитры: английский, французский, испанский | - Четыре расширенных эпизода — Расширенные и несокращённые - Мягкая сторона доктора Бейли — Откровенное интервью с Чандрой Уилсон - Врачи в деле — актёры отвечают на самые острые вопросы фанатов - Удалённые сцены - Эксклюзивный тур по месту съёмок - Создание «Pink Mist» — Анатомия спецэффектов - «Анатомия страсти» на шоу Джимми Киммела | - Четыре расширенных эпизода — Расширенные и несокращённые - Мягкая сторона доктора Бейли — Откровенное интервью с Чандрой Уилсон - Врачи в деле — актёры отвечают на самые острые вопросы фанатов - Удалённые сцены - Эксклюзивный тур по месту съёмок - Создание «Pink Mist» — Анатомия спецэффектов - «Анатомия страсти» на шоу Джимми Киммела | - Четыре расширенных эпизода — Расширенные и несокращённые - Мягкая сторона доктора Бейли — Откровенное интервью с Чандрой Уилсон - Врачи в деле — актёры отвечают на самые острые вопросы фанатов - Удалённые сцены - Эксклюзивный тур по месту съёмок - Создание «Pink Mist» — Анатомия спецэффектов - «Анатомия страсти» на шоу Джимми Киммела |
| Даты релиза | | | | | |
| Регион 1 | Регион 1 | Регион 2 | Регион 2 | Регион 4 | Регион 4 |
| 12 сентября 2006 | 12 сентября 2006 | 28 мая 2007 | 28 мая 2007 | 10 января 2007 | 10 января 2007 |